# Kommissionen för atombombens offer
Kommissionen för atombombens offer (Atomic Bomb Casualty Commission, ABCC) (japanska: 原爆傷害調査委員会, Genbakushōgaichōsaiinkai) var en kommission som inrättades 1946 enligt ett presidentdirektiv från Harry S. Truman till National Academy of Sciences-National Research Council för att genomföra undersökningar av de sena effekterna av strålning bland överlevande från atombomberna i Hiroshima and Nagasaki. Eftersom kommissionen upprättades enbart för vetenskaplig forskning och studie, och inte som en vårdgivare, samt att den var starkt understödd av USA, misstroddes ABCC allmänt av de flesta överlevande och japaner. Den verkade i nästan trettio år innan upplösningen 1975.

## Historia
Kommissionen för atombombens offer (ABCC) bildades efter USA:s attack på Hiroshima and Nagasaki den 6 respektive 9 augusti 1945. ABCC började ursprungligen som Joint Commission . ABCC:s mål var att erhålla direkt teknisk information och rapportera för att upplysa om möjligheter till långsiktiga studier av atombombsoffer.. 1946 sammankallade Lewis Weed, chef för National Research Council, en grupp forskare som enades om att en "detaljerad och långsiktig studie av de biologiska och medicinska effekterna på människan" var "av yttersta vikt för USA och mänskligheten i allmänhet." President Harry S. Truman beordrade ABCC:s etablering den 26 november 1946. Nyckelmedlemmarna i ABCC var Lewis Weed, National Research Council-läkarna Austin M. Brues och Paul Henshaw, samt armérepresentanterna Melvin A. Block och James V. Neel, som även hade en MD och Ph.D. i genetik. Den femte personen i teamet var USNV Ltd. Jg Fredrick Ullrich från Naval Medical Research Center, utsedd av National Research Council på förslag av Surgeon General's Office.

## ABCC:s arbete
ABCC anlände till Japan den 24 november 1946 och bekantade sig med den japanska militärens procedurer. De besökte Hiroshima och Nagasaki för att se vilket arbete som pågick. De fann att japanerna hade en välorganiserad medicinsk grupp under det japanska National Research Council, som utförde studier både på omedelbara och fördröjda skador från atombomben hos överlevande. Det är nästan omöjligt att fastställa exakt hur många som dödades i de två bombningarna, eftersom båda städerna hade evakuerade människor under krigstiden. Hiroshima förväntade sig bombningar eftersom staden var ett viktigt militärt försörjningscentrum, så många människor hade lämnat området. Det fanns också personer från omgivande områden som kom till staden oregelbundet för att delta i arbetsgrupper. Robert Holmes, som var ABCC:s direktör 1954-1957, sade att "[överlevarna] är de viktigaste människorna som lever".
ABCC drog också nytta av kinesiska forskares arbete, som redan studerade överlevande innan ABCC anlände till Japan, så information fanns från både amerikanska och kinesiska myndigheter. Masao Tsuzuki var den ledande japanska auktoriteten på strålningens biologiska effekter. Han sade att det fanns fyra orsaker till skador i de bombade städerna: värme, explosion, primär strålning och radioaktiv giftgas. I en rapport som släpptes av Tsuzuki svarade han på frågan, "Vad gör stark radioaktiv energi med människokroppen?" Hans svar var: "skador på blod, sedan hematopoetiska organ såsom benmärg, mjälte och lymfkörtlar. Alla förstörs eller skadas allvarligt. Lungor, tarmar, lever, njurar etc. påverkas och deras funktioner störs som en följd." Skadorna graderades efter allvarlighetsgrad. Personer med svåra skador befann sig inom en radie av 1 km från hypocentrum. De svårt drabbade personerna dog vanligtvis inom några dagar, vissa levde upp till två veckor. Måttliga skador sågs hos personer som bodde inom en radie av 1–2 km från hypocentrum och dessa personer levde i 2–6 veckor. Personer som bodde inom en radie av 2–4 km hade lindriga skador, vilka inte var dödliga men kunde orsaka vissa hälsoproblem under de följande månaderna efter exponeringen.

## ABCC växer
ABCC växte snabbt under 1948 och 1949. Antalet anställda fyrdubblades på bara ett år. År 1951 uppgick det totala antalet till 1063 medarbetare – 143 allierade och 920 japanska medarbetare. Kanske den viktigaste forskningen som genomfördes av ABCC var genetiska studien, som fokuserade på osäkerheter kring de möjliga långsiktiga effekterna av joniserande strålning hos gravida kvinnor och deras ofödda barn. Studien fann inga bevis för omfattande genetisk skada, men den visade en ökad förekomst av microcephaly och mental retardation hos barn som var mest direkt exponerade in utero för bombens strålning. Genetiska projektet studerade effekterna av strålning på överlevande och deras barn. Projektet visade sig vara det största och mest interaktiva av ABCC:s program. 1957 antog Japan lagen Atomic Bomb Survivors Relief Law, som gav vissa personer rätt till två medicinska undersökningar per år. Den japanska termen för överlevande från atombomberna är hibakusha. Kriterierna för medicinsk vård var de som befann sig inom några kilometer från hypocentrum vid bombningstillfället; de som befann sig inom 2 kilometer av hypocentrum inom två veckor efter bombningarna; de som utsattes för strålning från nedfall och barn som var in utero hos kvinnor som passade in i någon av de andra kategorierna.

### För- och nackdelar med ABCC
Det fanns både för- och nackdelar med ABCC. Nackdelarna: de förbisedde japanska behov i små detaljer. Golvet i väntrummet för mödrar och spädbarn var polerad linoleum, och kvinnor i trätofflor halkade ofta och föll. Skyltarna och tidskrifterna i väntrummen var på engelska. ABCC behandlade faktiskt inte de överlevande de studerade, de följde dem endast över tid. De fick komma för undersökning under vardagar, vilket gjorde att personen förlorade en dags lön, och de erbjöd liten ersättning till överlevande.
ABCC utförde medicinska undersökningar på hibakusha och obduktioner på de döda, samt samlade in otaliga blod- och urinprover. De utförde dock ingen medicinsk behandling, trots att behandling var vad hibakusha önskade. Detta ledde till kritik om att de behandlades som försökskaniner även om kriget var över.
Fördelarna: de gav människor värdefull medicinsk information. Spädbarn fick en kontroll vid födseln och igen vid 9 månader, vilket inte var vanligt vid den tiden. Medicinska kontroller av friska spädbarn var okända. Även vuxna gynnades av frekventa medicinska undersökningar.

## ABCC blir RERF
1951 planerade Atomic Energy Commission (AEC) att stoppa finansieringen av ABCC:s arbete i Japan. Dock gjorde James V. Neel en vädjan, och AEC beslutade att finansiera dem med 20 000 dollar per år i tre år för att fortsätta forskningen. 1956 publicerade Neel och William J. Schull sitt slutgiltiga utkast av The Effect of Exposure to the Atomic Bombs on Pregnancy Termination in Hiroshima and Nagasaki. Denna monografi gav en detaljerad beskrivning av all insamlad data. Trots deras ansträngningar minskade förtroendet för ABCC, och ABCC blev Radiation Effects Research Foundation (RERF). Med det nya namnet och den nya administrativa organisationen skulle forskningen på överlevande finansieras lika av USA och Japan. RERF grundades den 1 april 1975. Som en tvånationell organisation, styrd av både USA och Japan, är RERF fortfarande i drift idag.

## Kritik och diskussioner om ABCC
Kommissionen för atombombens offer (ABCC, 1946–1975) samlade information om de medicinska effekterna av kärnvapen på hibakusha utan att erbjuda någon medicinsk vård, lättnad eller ekonomisk ersättning för studier som kunde pågå en hel dag för redan fattiga människor. Även om det inte var en del av ockupationsmyndigheterna, fungerade det som ett informationsinsamlingsverktyg för USA. Medan japanska och amerikanska läkare arbetade i projektet tog USA slutligen hand om all forskningsdata, studier, fotografier och prover (inklusive kroppsdelar, ibland utan familjens samtycke), varav mycket fortfarande finns i USA idag. Information som samlades in av läkare fick inte publiceras eller delas i Japan under ockupationen. Detta inkluderade medicinska rapporter och obduktioner av hibakusha. De flesta rapporter om bombens humanitära konsekvenser undertrycktes både i USA och Japan. Propaganda användes också för att motsäga medicinska fynd, särskilt vad gäller strålningsskador, i den amerikanska pressen. Medan japanska läkare behandlade patienter och samlade in data, skapande av journaler, togs dessa rapporter senare av USA, fick inte publiceras och är fortfarande svåra att komma åt på National Archives i Maryland. Vissa mänskliga prover och kliniska studier behölls i USA fram till maj 1973, vilket orsakade oro och sorg hos hibakushas familjer.
Många hibakusha vittnade om förnedringen av att tvingas vara nakna i timmar medan de fotograferades, filmades och undersöktes som försöksdjur av ABCC. De var tvungna att uthärda skammen av att exponera allvarlig skallighet, lämna blodprov och genomgå vävnadsprover utan något stöd. Offren rapporterade trakasserier från ABCC, som ofta kallade dem till undersökningar eller till och med hämtade barn från skolor utan föräldrars samtycke (eller trots föräldrars protester). De timmar som spenderades under undersökning utgjorde en ytterligare börda för hibakusha, vilket gjorde det svårt för dem att skaffa jobb, utan ekonomisk ersättning eller ens förfriskningar, trots deras extrema fattigdom. ABCC utförde också otaliga obduktioner, upp till 500 årligen, med vävnads- och kroppsprov, ofta utan familjens samtycke, för att skickas till USA. Dessa obduktioner utfördes ofta omedelbart efter döden, vilket ytterligare ökade familjernas lidande. Överlevande utsattes för oupphörliga trakasserier utan någon form av ersättning, och de avlidna, inklusive barn, genomgick dissektioner.

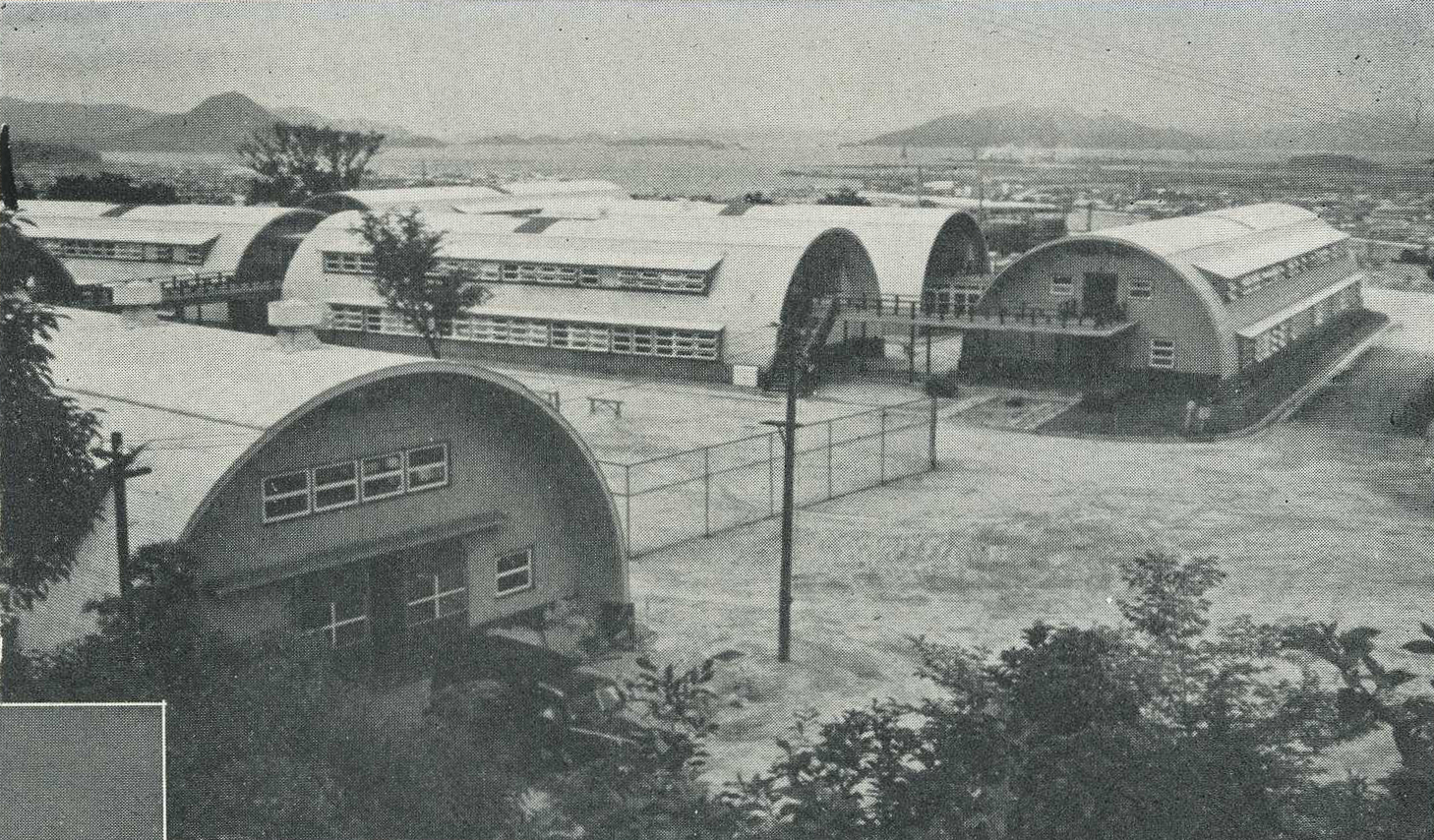
ABCC-anläggning, 1955.

De flesta gravida kvinnor som överlevde vid bombningarna upplevde missfall, medan de överlevande barnen drabbades av mikrocefali, hjärtsjukdomar, svår mental retardation och utvecklingsförseningar på grund av hög strålningsexponering in utero. Kvinnor informerades om att stress och undernäring var orsakerna, vilket fick dem att skylla på sig själva. På grund av censur fick de först senare veta de verkliga orsakerna till dessa avvikelser.
Utan tillgängliga data kunde inga slutsatser dras, vilket förhindrade någon publicering om hibakusha. På grund av censuren av rapporter kunde ingen japansk individ lära sig om konsekvenserna av strålningsexponering, vilket ledde till dödsfall bland dem som fortfarande utsattes för radioaktivitet. För avlidna hibakusha kränkte borttagandet av deras organ utan samtycke familjernas önskningar. För överlevande gick deras medicinska journaler – avgörande för långsiktiga överlevande att bevisa sin hibakusha-status och få adekvat medicinsk hjälp – ofta förlorade. När medicinska rapporter väl blev tillgängliga var det för sent för många hibakusha.
När hibakusha slutligen beviljades medicinsk hjälp av den japanska regeringen krävdes dokumentation för att bevisa deras status. Eftersom mer än 23 000 dataposter, inklusive kliniska rapporter, mänskliga kvarlevor och andra material, hölls hemligstämplade som statshemligheter i USA fram till maj 1973, hade många hibakusha svårt att styrka sin status.
På liknande sätt som Tuskegee-syfilisstudien nämns ABCC ibland som ett exempel på medicinsk intervention som utförts främst för experimentella syften snarare än för patientvård.

### Nishiyama-distriktet i Nagasaki
Kommissionen för atombombens offer (ABCC) fokuserade också på Nishiyama -distriktet i Nagasaki. Bergen låg mellan hypocentret och Nishiyama, vilket hindrade strålning och värme från explosionen från att direkt nå Nishiyama, och därmed uppstod ingen omedelbar skada. Dock fanns betydande strålning kvar på grund av fallande aska och regn. Därför genomfördes hälsoundersökningar efter kriget utan att den lokala befolkningen informerades om deras verkliga syfte. Initialt utfördes dessa studier i Nishiyama av den amerikanska militären, men de överlämnades senare till ABCC.
Några månader efter atombombningarna visade invånarna i Nishiyama en betydande ökning av vita blodkroppar. Hos djur kan leukemi utvecklas efter helkroppsexponering för strålning, så forskarna ville undersöka vad som händer hos människor. Osteosarkom diagnostiserades också hos individer efter oral intagning av radioaktivt material. Enligt rapporten som skrevs av ABCC ansågs invånarna i Nishiyama, som inte träffades direkt av atombomben, utgöra en idealisk population för att observera effekterna av kvarvarande strålning.
USA fortsatte forskningen om kvarvarande strålning även efter att Japan återfått självständighet, men resultaten delades aldrig med invånarna i Nishiyama. Som ett resultat fortsatte invånarna att odla efter kriget, men antalet patienter med leukemi ökade, och fler människor dog.
Efter atombombningarna ville japanska forskare genomföra studier för att hjälpa hibakusha att återhämta sig, men SCAP tillät inte japanska forskare att studera skadorna orsakade av atombomben. Särskilt fram till 1946 var reglerna strikta, vilket bidrog till en ökning av dödsfall från strålningsexponering.

### Användning av Thorotrast och ABCC:s forskning i Hiroshima
Efter andra världskriget utförde Kommissionen för atombombens offer (ABCC), som etablerades av USA i Hiroshima, medicinsk forskning med den radioaktiva kontrastmedlet Thorotrast och ett liknande medel kallat Umbra-Tor. Mellan 1949 och 1951 gavs dessa medel till manliga patienter i åldern 19 till 71 på ett sjukhus i Kure, Hiroshima prefektur, och röntgenundersökning utfördes därefter vid ABCC:s anläggningar.
Thorotrast användes allmänt internationellt från 1930-talet till 1940-talet. På grund av dess tendens att kvarstå länge i kroppen och avge strålning var det förknippat med risk för intern strålningsexponering och cancer. I Japan uppskattas mellan 20 000 och 30 000 personer ha fått injektioner med Thorotrast före krigets slut.
En ABCC-rapport från 1964 noterade att av 56 personer som fick kontrastmedlet hade nio dött fram till 1961, vilket väckte misstankar om långsiktiga strålningsskador, även om inget direkt samband med dödsorsak angavs. Bland de 23 överlevande patienterna hade 20 fortfarande rester av medlet i sina kroppar, och 14 uppvisade symtom såsom fibros. Detta markerade ett skifte från tidigare mer positiva utvärderingar av Thorotrast mot en mer försiktig inställning.
Även om Thorotrast inte godkändes för användning i USA på grund av säkerhetsrisker, fortsatte forskningen om dess effekter i ockuperade Hiroshima. Det har föreslagits att forskningsdata senare togs bort från Japan och fördes utomlands.

### Kritik mot icke-terapeutisk forskning på människor
USA genomförde forskning om strålningens effekter i Japan. Hibakusha kallades slumpmässigt till anläggningar som såg ut som sjukhus, men istället för att få medicinsk behandling användes tiotusentals överlevande som forskningsobjekt av Kommissionen för atombombens offer (ABCC). När medicinska experter identifierade potentiellt livshotande tillstånd bland de överlevande, avslöjade inte ABCC denna information eller gav behandling, utan valde att observera sjukdomarnas förlopp.
Den australiska historikern Paul Ham har kritiserat ABCC:s behandling av överlevande efter atombomberna som liknande att använda dem som laboratorieråttor.

Direktivet nämnde inte behandling: att förlänga livet, lindra smärta, var varken avsikten eller biprodukten av arbetet. Om patienterna – eller mer korrekt föremålen – levde eller dog var irrelevant för de utländska läkarna. Hur offren levde eller dog, om deras tillstånd förbättrades eller försämrades; om de drabbades av cancer vid ett senare tillfälle eller förde den vidare till sina barn; sådana var frågorna för kall vetenskaplig undersökning. Kort sagt, bestrålade japanska civila skulle tjäna som amerikanska laboratorieråttor. Här låg en fördel – skulle framtida rationalister hävda – med att fälla bomben över en stad: att samla vetenskapliga data om gammastrålning.